# Michel Wolter

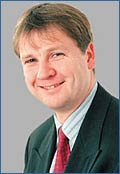
Michel Wolter

Michel Wolter (Luxemburg, 13 september 1962) is een Luxemburgse politicus. 
Wolter groeide op in Esch-sur-Alzette en studeerde in Parijs. In 1989 werd hij parlementslid namens de Chrëschtlech Sozial Vollekspartei. Tussen 1995 en 2004 was hij minister van Binnenlandse Zaken en vervolgens tot 2009 fractieleider van de CSV-fractie. Daarna was hij van 2009 tot 2014 partijvoorzitter en tevens van 2010 tot 2011 - de laatste - burgemeester van Bascharage.
In 2006 kwam Wolter met het initiatief om de vlag van Luxemburg te veranderen.